# Tubos endocárdicos
Os tubos endocárdicos são regiões emparelhadas no embrião que se desenvolvem a meio da terceira semana de gestação. São constituídas por células percursoras que vão dar origem ao coração embrionário. 